# Bluffton (Ohio)
Bluffton è un villaggio degli Stati Uniti d'America, situato nello stato dell'Ohio, diviso tra la contea di Allen e la contea di Hancock.